# Castell de Biure d'Empordà
Castell de Biure és un castell del municipi de Biure (Alt Empordà) declarat bé cultural d'interès nacional.

## Descripció
Situat al nord-oest del nucli urbà de la població de Biure, a uns tres-cents metres de distància del terme, dalt d'un turó de vessants força pronunciats.
Es tracta de les restes conservades del castell de Biure, del que en queden pocs vestigis. En concret són dos trams de mur disposats formant un angle recte. El mur de migdia presenta uns cinc metres de llargada per tres d'alçada aproximadament, mentre que el de llevant és força més curt, però pràcticament amb la mateixa alçada. Ambdues estructures presenten un gruix aproximat d'un metre i estan atalussats. L'aparell és de pedres calcàries sense desbastar, disposades irregularment i lligades amb morter de calç.
S'observen altres restes d'estructures a la banda de ponent del recinte inicial, tot i que força degradades. A la part central del turó, on aflora la roca natural de la zona, hi ha les restes d'un escala tallada a la roca, que comunicava el nivell inferior del castell (on es documenten les restes actuals) amb la part noble del punt més elevat del recinte.

## Història
L'any 1375 Guillem d'Avinyó, descendent de la família de Molins, tenia en feu el castell de Biure en nom del rei.
En un document de la col·lecció de la Mitra del juny del 1450 es menciona explícitament Guillem d'Avinyó com a senyor del castell de Biure. L'any 1463, el senyor del castell de Biure era Bernat d'Avinyó.
Més endavant, al segle xviii, sabem que els drets sobre el castell eren del comte de Torralba.
Durant les excavacions dutes a terme l'any 2001 es documentà l'escala que comunicava els dos recintes, d'uns tres metres d'amplada i cinc graons. També es va descobrir una canalització excavada a la roca, d'uns vint centímetres d'amplada, que recollia les aigües pluvials.